# 米納科韋
51°19′12″N 33°55′2″E / 51.32000°N 33.91722°E
米納科韋（烏克蘭語：Мінакове）是位於烏克蘭東北部的村莊，由蘇梅州科諾托普區的新斯洛博達市鎮負責管轄。該村處於謝伊姆河右岸，距離普季夫利、拉季什夫卡和薩哈羅韋1公里，海拔高度193米，2001年人口170。